# AMX-13SM1
AMX-13SM1 — лёгкий танк Сингапура 1980-х годов, модернизированный и приспособленный к условиям Сингапура вариант французского танка AMX 13. К середине 1980-х спроектированный в конце 1940-х годов AMX-13 устарел, поэтому начиная с 1988 года, все 350 стоявших на вооружении армии Сингапура танков этого типа были модернизированы до стандарта AMX-13SM1 (AMX-13 Singapore-Modernised 1). Танк получил новую подвеску, двигатель, трансмиссию и более современную систему наведения, но вооружение, в отличие от большинства других вариантов модернизации AMX-13, осталось прежним.